# Episymploce vicina
Episymploce vicina är en kackerlacksart som först beskrevs av Bei-Bienko 1954.  Episymploce vicina ingår i släktet Episymploce och familjen småkackerlackor. Inga underarter finns listade i Catalogue of Life.